# Збірна Боснії і Герцеговини з футзалу
Збірна Боснії і Герцеговини з футзалу (босн. Futsalska reprezentacija Bosne i Hercegovine) — національна футзальна команда Боснії і Герцеговини, яка керується Футбольною асоціацією Боснії і Герцеговини і представляє країну на міжнародному рівні.

## Історія
Після утворення у 1998 році збірна Боснії і Герцеговини взяла участь у відбірковому турніру до Євро-1999, де потрапила у групу 7, але пропустила вперед збірні Португалії і України, здобувши першу перемогу у кваліфікаційних турнірах у матчі проти Ізраїлю (5:1) 5 грудня 1998 року.  
2010 року команда взяла участь у першому розіграші Кубка Середземномор'я: у матчі за 7-ме місце на турнірі боснійці перемогли збірну Тунісу з рахунком 5:2.

## Міжнародні турніри

### Чемпіонати світу
| Чемпіонат світу | Чемпіонат світу                            | Чемпіонат світу                            | Чемпіонат світу                            | Чемпіонат світу                            | Чемпіонат світу                            | Чемпіонат світу                            | Чемпіонат світу                            | Чемпіонат світу                            | Кваліфікація                              | Кваліфікація                              | Кваліфікація                              | Кваліфікація                              | Кваліфікація                              | Кваліфікація                              | Кваліфікація                              | Кваліфікація                              |       |
| Рік             | Раунд                                      | Міс.                                       | І                                          | В                                          | Н                                          | П                                          | МЗ                                         | МП                                         | І                                         | В                                         | Н                                         | П                                         | МЗ                                        | МП                                        | РМ                                        | М                                         | Дж.   |
| --------------- | ------------------------------------------ | ------------------------------------------ | ------------------------------------------ | ------------------------------------------ | ------------------------------------------ | ------------------------------------------ | ------------------------------------------ | ------------------------------------------ | ----------------------------------------- | ----------------------------------------- | ----------------------------------------- | ----------------------------------------- | ----------------------------------------- | ----------------------------------------- | ----------------------------------------- | ----------------------------------------- | ----- |
| Нідерланди 1989 | Брала участь у складі збірної Югославії    | Брала участь у складі збірної Югославії    | Брала участь у складі збірної Югославії    | Брала участь у складі збірної Югославії    | Брала участь у складі збірної Югославії    | Брала участь у складі збірної Югославії    | Брала участь у складі збірної Югославії    | Брала участь у складі збірної Югославії    | Брала участь у складі збірної Югославії   | Брала участь у складі збірної Югославії   | Брала участь у складі збірної Югославії   | Брала участь у складі збірної Югославії   | Брала участь у складі збірної Югославії   | Брала участь у складі збірної Югославії   | Брала участь у складі збірної Югославії   | Брала участь у складі збірної Югославії   |       |
| Гонконг 1992    | Не брала участі, оскільки не мала збірної  | Не брала участі, оскільки не мала збірної  | Не брала участі, оскільки не мала збірної  | Не брала участі, оскільки не мала збірної  | Не брала участі, оскільки не мала збірної  | Не брала участі, оскільки не мала збірної  | Не брала участі, оскільки не мала збірної  | Не брала участі, оскільки не мала збірної  | Не брала участі, оскільки не мала збірної | Не брала участі, оскільки не мала збірної | Не брала участі, оскільки не мала збірної | Не брала участі, оскільки не мала збірної | Не брала участі, оскільки не мала збірної | Не брала участі, оскільки не мала збірної | Не брала участі, оскільки не мала збірної | Не брала участі, оскільки не мала збірної |       |
| Іспанія 1996    | Не брала участі, оскільки не мала збірної  | Не брала участі, оскільки не мала збірної  | Не брала участі, оскільки не мала збірної  | Не брала участі, оскільки не мала збірної  | Не брала участі, оскільки не мала збірної  | Не брала участі, оскільки не мала збірної  | Не брала участі, оскільки не мала збірної  | Не брала участі, оскільки не мала збірної  | Не брала участі, оскільки не мала збірної | Не брала участі, оскільки не мала збірної | Не брала участі, оскільки не мала збірної | Не брала участі, оскільки не мала збірної | Не брала участі, оскільки не мала збірної | Не брала участі, оскільки не мала збірної | Не брала участі, оскільки не мала збірної | Не брала участі, оскільки не мала збірної |       |
| Гватемала 2000  | Не пройшла до фінальної частини чемпіонату | Не пройшла до фінальної частини чемпіонату | Не пройшла до фінальної частини чемпіонату | Не пройшла до фінальної частини чемпіонату | Не пройшла до фінальної частини чемпіонату | Не пройшла до фінальної частини чемпіонату | Не пройшла до фінальної частини чемпіонату | Не пройшла до фінальної частини чемпіонату | 5                                         | 2                                         | 2                                         | 1                                         | 11                                        | 10                                        | +1                                        | 3/6                                       | [ 2 ] |
| Тайвань 2004    | Не пройшла до фінальної частини чемпіонату | Не пройшла до фінальної частини чемпіонату | Не пройшла до фінальної частини чемпіонату | Не пройшла до фінальної частини чемпіонату | Не пройшла до фінальної частини чемпіонату | Не пройшла до фінальної частини чемпіонату | Не пройшла до фінальної частини чемпіонату | Не пройшла до фінальної частини чемпіонату | 4                                         | 2                                         | 1                                         | 1                                         | 14                                        | 13                                        | +1                                        | 1/3+плей-оф                               | [ 3 ] |
| Бразилія 2008   | Не пройшла до фінальної частини чемпіонату | Не пройшла до фінальної частини чемпіонату | Не пройшла до фінальної частини чемпіонату | Не пройшла до фінальної частини чемпіонату | Не пройшла до фінальної частини чемпіонату | Не пройшла до фінальної частини чемпіонату | Не пройшла до фінальної частини чемпіонату | Не пройшла до фінальної частини чемпіонату | 5                                         | 2                                         | 1                                         | 2                                         | 19                                        | 13                                        | +6                                        | 1/3+плей-оф                               | [ 4 ] |
| Таїланд 2012    | Не пройшла до фінальної частини чемпіонату | Не пройшла до фінальної частини чемпіонату | Не пройшла до фінальної частини чемпіонату | Не пройшла до фінальної частини чемпіонату | Не пройшла до фінальної частини чемпіонату | Не пройшла до фінальної частини чемпіонату | Не пройшла до фінальної частини чемпіонату | Не пройшла до фінальної частини чемпіонату | 3                                         | 1                                         | 0                                         | 2                                         | 3                                         | 9                                         | -6                                        | 3/4                                       | [ 5 ] |
| Колумбія 2016   | Не пройшла до фінальної частини чемпіонату | Не пройшла до фінальної частини чемпіонату | Не пройшла до фінальної частини чемпіонату | Не пройшла до фінальної частини чемпіонату | Не пройшла до фінальної частини чемпіонату | Не пройшла до фінальної частини чемпіонату | Не пройшла до фінальної частини чемпіонату | Не пройшла до фінальної частини чемпіонату | 3                                         | 1                                         | 0                                         | 2                                         | 9                                         | 14                                        | -5                                        | 3/4                                       | [ 6 ] |
| Загалом         | Загалом                                    | 0/7                                        | 0                                          | 0                                          | 0                                          | 0                                          | 0                                          | 0                                          | 20                                        | 8                                         | 4                                         | 8                                         | 56                                        | 59                                        | -3                                        | -                                         | [ 7 ] |

### Чемпіонати Європи
| Чемпіонат Європи | Чемпіонат Європи                           | Чемпіонат Європи                           | Чемпіонат Європи                           | Чемпіонат Європи                           | Чемпіонат Європи                           | Чемпіонат Європи                           | Чемпіонат Європи                           | Чемпіонат Європи                           | Кваліфікація                              | Кваліфікація                              | Кваліфікація                              | Кваліфікація                              | Кваліфікація                              | Кваліфікація                              |        |
| Рік              | Раунд                                      | Міс.                                       | І                                          | В                                          | Н                                          | П                                          | МЗ                                         | МП                                         | І                                         | В                                         | Н                                         | П                                         | МЗ                                        | МП                                        | Дж.    |
| ---------------- | ------------------------------------------ | ------------------------------------------ | ------------------------------------------ | ------------------------------------------ | ------------------------------------------ | ------------------------------------------ | ------------------------------------------ | ------------------------------------------ | ----------------------------------------- | ----------------------------------------- | ----------------------------------------- | ----------------------------------------- | ----------------------------------------- | ----------------------------------------- | ------ |
| Іспанія 1996     | Не брала участі, оскільки не мала збірної  | Не брала участі, оскільки не мала збірної  | Не брала участі, оскільки не мала збірної  | Не брала участі, оскільки не мала збірної  | Не брала участі, оскільки не мала збірної  | Не брала участі, оскільки не мала збірної  | Не брала участі, оскільки не мала збірної  | Не брала участі, оскільки не мала збірної  | Не брала участі, оскільки не мала збірної | Не брала участі, оскільки не мала збірної | Не брала участі, оскільки не мала збірної | Не брала участі, оскільки не мала збірної | Не брала участі, оскільки не мала збірної | Не брала участі, оскільки не мала збірної | [ 8 ]  |
| Іспанія 1999     | Не пройшла до фінальної частини чемпіонату | Не пройшла до фінальної частини чемпіонату | Не пройшла до фінальної частини чемпіонату | Не пройшла до фінальної частини чемпіонату | Не пройшла до фінальної частини чемпіонату | Не пройшла до фінальної частини чемпіонату | Не пройшла до фінальної частини чемпіонату | Не пройшла до фінальної частини чемпіонату | 3                                         | 1                                         | 0                                         | 2                                         | 6                                         | 10                                        | [ 9 ]  |
| Росія 2001       | Не пройшла до фінальної частини чемпіонату | Не пройшла до фінальної частини чемпіонату | Не пройшла до фінальної частини чемпіонату | Не пройшла до фінальної частини чемпіонату | Не пройшла до фінальної частини чемпіонату | Не пройшла до фінальної частини чемпіонату | Не пройшла до фінальної частини чемпіонату | Не пройшла до фінальної частини чемпіонату | 2                                         | 0                                         | 0                                         | 2                                         | 2                                         | 12                                        | [ 10 ] |
| Італія 2003      | Не пройшла до фінальної частини чемпіонату | Не пройшла до фінальної частини чемпіонату | Не пройшла до фінальної частини чемпіонату | Не пройшла до фінальної частини чемпіонату | Не пройшла до фінальної частини чемпіонату | Не пройшла до фінальної частини чемпіонату | Не пройшла до фінальної частини чемпіонату | Не пройшла до фінальної частини чемпіонату | 3                                         | 0                                         | 1                                         | 2                                         | 8                                         | 13                                        | [ 11 ] |
| Чехія 2005       | Не пройшла до фінальної частини чемпіонату | Не пройшла до фінальної частини чемпіонату | Не пройшла до фінальної частини чемпіонату | Не пройшла до фінальної частини чемпіонату | Не пройшла до фінальної частини чемпіонату | Не пройшла до фінальної частини чемпіонату | Не пройшла до фінальної частини чемпіонату | Не пройшла до фінальної частини чемпіонату | 3                                         | 2                                         | 0                                         | 1                                         | 14                                        | 11                                        | [ 12 ] |
| Португалія 2007  | Не пройшла до фінальної частини чемпіонату | Не пройшла до фінальної частини чемпіонату | Не пройшла до фінальної частини чемпіонату | Не пройшла до фінальної частини чемпіонату | Не пройшла до фінальної частини чемпіонату | Не пройшла до фінальної частини чемпіонату | Не пройшла до фінальної частини чемпіонату | Не пройшла до фінальної частини чемпіонату | 3                                         | 0                                         | 0                                         | 3                                         | 9                                         | 16                                        | [ 13 ] |
| Угорщина 2010    | Не пройшла до фінальної частини чемпіонату | Не пройшла до фінальної частини чемпіонату | Не пройшла до фінальної частини чемпіонату | Не пройшла до фінальної частини чемпіонату | Не пройшла до фінальної частини чемпіонату | Не пройшла до фінальної частини чемпіонату | Не пройшла до фінальної частини чемпіонату | Не пройшла до фінальної частини чемпіонату | 3                                         | 0                                         | 1                                         | 2                                         | 6                                         | 9                                         | [ 14 ] |
| Хорватія 2012    | Не пройшла до фінальної частини чемпіонату | Не пройшла до фінальної частини чемпіонату | Не пройшла до фінальної частини чемпіонату | Не пройшла до фінальної частини чемпіонату | Не пройшла до фінальної частини чемпіонату | Не пройшла до фінальної частини чемпіонату | Не пройшла до фінальної частини чемпіонату | Не пройшла до фінальної частини чемпіонату | 3                                         | 1                                         | 0                                         | 2                                         | 4                                         | 11                                        | [ 15 ] |
| Бельгія 2014     | Не пройшла до фінальної частини чемпіонату | Не пройшла до фінальної частини чемпіонату | Не пройшла до фінальної частини чемпіонату | Не пройшла до фінальної частини чемпіонату | Не пройшла до фінальної частини чемпіонату | Не пройшла до фінальної частини чемпіонату | Не пройшла до фінальної частини чемпіонату | Не пройшла до фінальної частини чемпіонату | 5                                         | 2                                         | 1                                         | 2                                         | 14                                        | 11                                        | [ 16 ] |
| Сербія 2016      | Не пройшла до фінальної частини чемпіонату | Не пройшла до фінальної частини чемпіонату | Не пройшла до фінальної частини чемпіонату | Не пройшла до фінальної частини чемпіонату | Не пройшла до фінальної частини чемпіонату | Не пройшла до фінальної частини чемпіонату | Не пройшла до фінальної частини чемпіонату | Не пройшла до фінальної частини чемпіонату | 3                                         | 2                                         | 0                                         | 3                                         | 10                                        | 15                                        | [ 17 ] |
| Словенія 2018    | Не пройшла до фінальної частини чемпіонату | Не пройшла до фінальної частини чемпіонату | Не пройшла до фінальної частини чемпіонату | Не пройшла до фінальної частини чемпіонату | Не пройшла до фінальної частини чемпіонату | Не пройшла до фінальної частини чемпіонату | Не пройшла до фінальної частини чемпіонату | Не пройшла до фінальної частини чемпіонату | 3                                         | 0                                         | 2                                         | 1                                         | 12                                        | 13                                        | [ 18 ] |
| Загалом          | Загалом                                    | 0/11                                       | 0                                          | 0                                          | 0                                          | 0                                          | 0                                          | 0                                          | 33                                        | 8                                         | 5                                         | 20                                        | 85                                        | 121                                       |        |

### Кубок Середземномор'я
| Середземноморський кубок | Середземноморський кубок | Середземноморський кубок | Середземноморський кубок | Середземноморський кубок | Середземноморський кубок | Середземноморський кубок | Середземноморський кубок | Середземноморський кубок | Середземноморський кубок |
| Рік                      | Раунд                    | Місце                    | І                        | В                        | Н                        | П                        | МЗ                       | МП                       | РМ                       |
| ------------------------ | ------------------------ | ------------------------ | ------------------------ | ------------------------ | ------------------------ | ------------------------ | ------------------------ | ------------------------ | ------------------------ |
| 2010                     | 1/4 фіналу               | 7-ме                     | 6                        | 3                        | 0                        | 3                        | 26                       | 22                       | +4                       |
| Загалом                  | 1/1                      | -                        | 6                        | 3                        | 0                        | 3                        | 26                       | 22                       | +4                       |

## Склад збірної
Нижче наведено список гравців, що брали участь в матчах відбіркового раунду чемпіонату Європи 2018 року.
| №         | Ім'я та прізвище  | Клуб        | Дата народження | Протокол | Ігри     | Стартовий склад | Голи     | Жовті картки | Червоні картки |          |          |          |          |          |          |
| Воротарі  | Воротарі          | Воротарі    | Воротарі        | Воротарі | Воротарі | Воротарі        | Воротарі | Воротарі     | Воротарі       | Воротарі | Воротарі | Воротарі | Воротарі | Воротарі | Воротарі |
| --------- | ----------------- | ----------- | --------------- | -------- | -------- | --------------- | -------- | ------------ | -------------- | -------- | -------- | -------- | -------- | -------- | -------- |
| 1         | Станіслав Галич   | «Мостар»    | 26 вересня 1986 | 3        | 3        | 3               | 0        | 0            | 0              |          |          |          |          |          |          |
| 12        | Дарко Міланович   | «Брод 035»  | 15 жовтня 1991  | 3        | 3        | 0               | 2        | 0            | 0              |          |          |          |          |          |          |
| Захисники |                   |             |                 |          |          |                 |          |              |                |          |          |          |          |          |          |
| 2         | Стефан Йокич      | «Танго»     | 21 лютого 1996  | 3        | 0        | 0               | 0        | 0            | 0              |          |          |          |          |          |          |
| 5         | Деян Павлович     | «Мостар»    | 25 жовтня 1991  | 3        | 3        | 2               | 2        | 0            | 0              |          |          |          |          |          |          |
| 6         | Срджан Іванкович  | «Економац»  | 25 січня 1994   | 2        | 2        | 1               | 1        | 2            | 1              |          |          |          |          |          |          |
| 7         | Іван Іванкович    | «Зриньські» | 20 грудня 1992  | 3        | 1        | 0               | 0        | 0            | 0              |          |          |          |          |          |          |
| 13        | Білал Єлич        | «Центар»    | 1 вересня 1994  | 3        | 1        | 0               | 0        | 0            | 0              |          |          |          |          |          |          |
| 14        | Маріо Аладжич     | «Мостар»    | 30 червня 1994  | 3        | 3        | 2               | 1        | 0            | 0              |          |          |          |          |          |          |
| Нападники |                   |             |                 |          |          |                 |          |              |                |          |          |          |          |          |          |
| 9         | Даріо Маркич      | «Брезьє»    | 11 жовтня 1993  | 3        | 3        | 1               | 2        | 1            | 0              |          |          |          |          |          |          |
| 4         | Ніяз Мулахметович | «Центар»    | 13 червня 1981  | 3        | 3        | 1               | 1        | 2            | 0              |          |          |          |          |          |          |
| 11        | Йосіп Бошкович    | «Мостар»    | 25 лютого 1993  | 3        | 3        | 2               | 2        | 1            | 0              |          |          |          |          |          |          |
| 10        | Анел Радмілович   | «Центар»    | 29 серпня 1988  | 1        | 1        | 1               | 0        | 0            | 0              |          |          |          |          |          |          |
| 3         | Крістіян Пантич   | «Бротньо»   | 16 квітня 1986  | 3        | 2        | 0               | 0        | 0            | 0              |          |          |          |          |          |          |
| 10        | Томіслав Беванда  | «Зриньські» | 24 вересня 1988 | 3        | 3        | 2               | 0        | 0            | 0              |          |          |          |          |          |          |

### Останні матчі
| Основний раунд кваліфікації до Євро-2018 8 квітня 2017 | Азербайджан                                                         | 5:4      | Боснія і Герцеговина                                     | Баку                                           |  |
| 16:30                                                  | Едуардо 2:53' Евертон Кардозу 17:46' Болінья 18:42', 19:30', 32:36' | Протокол | Маркич 6:40', 15:29' Павлович 18:07' С. Іванкович 39:29' | Стадіон: Ідман Сарайї Суддя: Тімо Онатсу (FIN) |  |
|                                                        |                                                                     |          |                                                          |                                                |  |

| Основний раунд кваліфікації до Євро-2018 9 квітня 2017 | Боснія і Герцеговина                | 2:2      | Угорщина                  | Баку                                                |  |
| 14:00                                                  | Мулахметович 30:44' Павлович 37:37' | Протокол | Хорват 21:40' Дрот 25:05' | Стадіон: Ідман Сарайї Суддя: Ларс ван Лееувен (NED) |  |
|                                                        |                                     |          |                           |                                                     |  |

| Основний раунд кваліфікації до Євро-2018 11 квітня 2017 | Албанія                                                              | 6:6      | Боснія і Герцеговина                                                                   | Баку                                              |  |
| 15:30                                                   | Сельманай 3:52', 12:44', 32:36' Дуйо 8:42', 28:19' А. Брахімі 39:50' | Протокол | Бошкович 2:59', 14:00' Міланович 10:22', 38:53' Гаши 17:57' (аг) Аладжич 34:03' (пен.) | Стадіон: Ідман Сарайї Суддя: Костас Ніколау (CYP) |  |
|                                                         |                                                                      |          |                                                                                        |                                                   |  |

## Всі тренери збірної
- Раде Ковач
- Марін Чорлука 2007—2008[19]
- Томіслав Чурчіч 2008—2011
- Мурат Яха 2011—2013
- Боро Матан 2013—...